# کومیکت
کومیکت، کومیکتّو، کومیک مارکت (به ژاپنی: コミックマーケット, Komikku Māketto)، کنوانسیون آثار خود منتشرکرده شش‌ماهه در توکیو، ژاپن است. یک بازار مردمی متمرکز بر فروش آثار دوجین (اصطلاح ژاپنی) (خود-منتشرشده)، کومیکت یک کنوانسیون هواداران غیرانتفاعی است که توسط کمیته آماده‌سازی بازار کمیک (ComiketPC) توسط داوطلبانه اداره می‌شود. کومیکت که در ۲۱ دسامبر ۱۹۷۵ با حدود ۷۰۰ شرکت کننده افتتاح شد، از آن زمان به بزرگ‌ترین کنوانسیون طرفداران در جهان تبدیل شده است، با حدود ۷۵۰۰۰۰ نفر در سال ۲۰۱۹ شرکت می‌کنند. کومیکت معمولاً در توکیو بیگ سایتنمایشگاه بین‌المللی توکیو برگزار می‌شود. اوت و دسامبر، با دو رویداد متمایز به عنوان بازار کمیک تابستانی (夏コミ، Natsukomi) و بازار کمیک زمستانی (冬コミ، Fuyukomi)، به ترتیب.

## یادداشت
1. ↑  Attendance was capped at 55,000 people per day as a preventative health measure due to the COVID-19 pandemic;[۱] attendance at the most recent pre-COVID Comiket in December 2019 was 750,000.[۲]